# Carnival of Rust
Carnival of Rust é o segundo álbum de estúdio da banda de rock finlandesa Poets of the Fall.
O álbum foi lançado em 2006.

## Faixas
Todas as faixas escritas e compostas por Markus Kaarlonen, Marko Saaresto e Olli Tukiainen. 
| N.º            | Título                           | Duração |  |
| 1.             | "Fire"                           | 3:59    |  |
| 2.             | "Sorry Go 'Round"                | 3:35    |  |
| 3.             | "Carnival of Rust"               | 4:20    |  |
| 4.             | "Locking Up the Sun"             | 3:58    |  |
| 5.             | "Gravity"                        | 3:55    |  |
| 6.             | "King of Fools"                  | 4:07    |  |
| 7.             | "Roses"                          | 3:51    |  |
| 8.             | "Desire"                         | 4:10    |  |
| 9.             | "All the Way / 4U"               | 4:08    |  |
| 10.            | "Delicious"                      | 3:54    |  |
| 11.            | "Maybe Tomorrow Is a Better Day" | 4:44    |  |
| 12.            | "Dawn"                           | 3:28    |  |
| Duração total: | Duração total:                   | 48:26   |  |

## Desempenho nas Paradas Musicais e Certificações

### Álbum
| Ano  | País      | Certificadora | Posição | Certificações | Vendas  |
| ---- | --------- | ------------- | ------- | ------------- | ------- |
| 2006 | Finlândia | IFPI FIN      | #1      | platina       | 15.000+ |

### Singles
| Single              | Datas de Lançamento           | Desempenho nas Paradas Musicais |
| Single              | Datas de Lançamento           | Finlândia                       |
| ------------------- | ----------------------------- | ------------------------------- |
| Carnival of Rust*   | 22 Março 2006 1 December 2006 | 2                               |
| Sorry Go 'Round     | 16 August 2006                | 7                               |
| Locking Up the Sun* | 29 November 2006              | 3                               |

## Prêmios e Indicações
| Ano  | Prêmio           | Título             | Resultado | Ref.   |
| ---- | ---------------- | ------------------ | --------- | ------ |
| 2006 | NRJ Radio Awards | Best Finnish Album | Indicado  | [ 9 ]  |
| 2007 | Emma Awards      | Best Rock Album    | Indicado  | [ 10 ] |